# Oliver Hoffinger
Oliver Hoffinger (* 30. Oktober 1970 in Wien) ist ein österreichischer Fernsehkoch. Er wurde durch die Fernsehsendung Koch mit! Oliver bekannt, die ab 2008 auf Sat.1 Österreich lief und dann zu Puls 4 wechselte.

## Leben
Oliver Hoffinger trat nach Beendigung seiner Lehrzeit in die erste Küchenmannschaft von Do & Co im Haas-Haus in Wien ein. Anschließend erkochte er als jüngster Sous-Chef Europas im Restaurant Vincent drei Hauben gemäß Gault-Millau. Es folgten  Stationen bei Wolfgang Puck in Los Angeles und bei Jean-Georges Vongerichten in New York.
1999 eröffnete er sein eigenes Restaurant, die Kochwerkstatt am Spittelberg in Wien und erhielt auf Anhieb wieder zwei Hauben. 2006 wurde das Lokal behördlich geschlossen und er verließ nach einem kurzen Zwischenspiel im Restaurant Gaumenspiel die Gastronomie.
Nach seiner Hochzeit, ebenfalls 2006, konzentriert er sich auf die Familie, er ist Vater einer Tochter (2008) und eines Sohnes (2012), dem Verfassen von Kochbüchern und seit 2008 der Sendung Koch mit! Oliver.
Im September 2010 gab er bekannt, dass er an Hodenkrebs erkrankt sei. Als Mann, der in der Öffentlichkeit steht, sehe er es als seine Aufgabe, auf die Vorsorgeuntersuchung für Männer aufmerksam zu machen. Dazu hat er auch einen Spot für die Österreichische Krebshilfe gedreht.
"Koch mit! Oliver" wurde mit Dezember 2018 abgesetzt, die letzte neu produzierte Folge wurde am 16. Dezember 2018 auf Puls 4 ausgestrahlt.

## Veröffentlichungen
- Das Knorr-Kochbuch: raffinierte Rezepte, Brandstätter Verlag, 2011, ISBN 978-3-85033-390-0.
- Rezepte für
  - Koch mit! Oliver, Brandstätter Verlag, 2012, ISBN 978-3-85033-608-6, mit Fotos Harald Eisenberger.[8]
  - Schokolade, Coll. Rolf Heyne, 2009, ISBN 978-3-89910-439-4, mit Fotos von Luzia Ellert und Text von Elisabeth Ruckser.
  - Kochen für Schnellos : gut, günstig & genial, Brandstätter Verlag, 2009,  ISBN 978-3-85033-203-3, mit Fotos von Kurt-Michael Westermann.
  - Ingwer, Coll. Rolf Heyne, 2008, ISBN 978-3-89910-405-9, mit Fotos von Luzia Ellert, Foodstyling von Gabriele Halper und Text von Ingo Swoboda.
  - Chili, Coll. Rolf Heyne, 2007, ISBN 978-3-89910-333-5, mit Fotos von Luzia Ellert, Foodstyling von Gabriele Halper und Text von Ingo Swoboda.
  - Risotto: 120 Rezepte, Collection Rolf Heyne, 2009, ISBN 978-3-89910-394-6.[9]
  - Kochwerkstatt, agensketterl Druckerei, 2002, ISBN 978-3851340150, mit Illustrationen von  Michael Fluhme.